# Богомил Николов
Богомил Николов Димитров, известен повече с презимето си Николов, е български художник (скулптор), работещ главно в сферата на медалната скулптура.

## Биография
Роден е в с. Бръшляница, Плевенско, на 18 декември 1943 г. Завършва Художествената гимназия в София, специалност „Живопис“, през 1964 г.
От 1966 до 1968 г. учи монументална живопис в Художествената академия при проф. Георги Богданов, а през 1971 г. се дипломира в Московския висш институт за приложни изкуства („Строганов“), където прави първите си медали.
През 1976 г. организира първата си самостоятелна изложба „Медал, плакет, малък релеф“ в София, която е първата по рода си в България.
От 1971 до 1991 г. Николов е главен хуожник на художественото ателие за метал и бижутерия при Творческия фонд на СБХ. През 1996 г. печели конкурс за доцент в Катедра „Метал“ на НХА, а през 2002 г. му е присъдено научното звание професор. От 1996 до 2011 г. е ръководител на катедра.

## Творчество
Освен медалната скулптура и монетния дизайн Николов работи и в областта на живописта, приложните изкуства и графичния дизайн.
Негови творби са в колекциите на световни музеи и галерии, като Британския музей и музея „Виктория и Алберт“ в Лондон, Държавния музей за изкуство „Пушкин“ в Москва, Кралската медална колекция в Стокхолм и много други. Печели Годишната британска награда „Марш“ и Президентския медал на Британската асоциация за медална скулптура БАМС за 2012 г. – признание за творческите му заслуги и усилията му, посветени на развитието и популяризирането на медалиерното изкуство.
Автор е на повече от 600 медални творби. Проектирал е и голям брой колекционни монети, медали, държавни и институционални награди и отличия. (Наградата „Паисий Хилендарски“, наградата „Златен век“, „Златен грифон“ и др.)
Освен успехите му в личен творчески план, той получава високо международно признание и в сферата на художественото образование и организацията на крупни национални и международни събития и арт проекти. Явявайки се пионер на българската медална скулптура, той не само създава национална художествена школа, но и допринася България да се нареди сред водещите страни в тази област. В резултат на това Международната федерация за медално изкуство ФИДЕМ възлага на националния делегат проф. Николов да организира провеждането на 33-ти световен конгрес на федерацията в София през 2014 г.
През 2018 г. НХА организира ретроспективна изложба на художника в галерия „Академия“ по случай 60-годишната му творческа дейност. На официалното откриване на изложбата проф. Николов получава най-престижната световна награда ANS „Санфорд Салтус“, която се присъжда за изключителни постижения в медалната скулптура. Наградата връчва изпълнителният директор на Комитета по връчване на наградата „Санфорд Салтус“ Уте Вартенберг Кейган.
|  |  |  |
|  |  |  |
|  |  |  |

## Творби в музеи
- Национална художествена галерия, София
- Британски музей, Лондон
- Музей „Виктория и Алберт“, Лондон
- Кралската нумизматична колекция, Стокхолм
- Държавен музей, Берлин
- Музей за германска история, Берлин
- Ермитаж, Санкт-Петербург
- Държавен Музей за изобразително изкуство „Пушкин“, Москва
- Словашка национална галерия, Братислава
- Музей за чуждестранно изкуство, Рига
- Музей на медалното изкуство, Вроцлав
- Музей „Данте Алигиери" Равена, и другаде

## Отличия и награди
- 1979. Сребърен медал, Международно биенале за малка пластика, Равена
- 1985. Голяма награда, Международно квадриенале за медално изкуство, Кремница
- 1988. Голяма награда, Международно биенале на уникалния медал, Варшава
- 1992. Трета награда, Национален конкурс за герб на България
- 1996. Художник на годината, Галерия „Леседра“, София
- 2000. Специална награда на Югославската национална арт асоциация /Международно биенале на миниатюрата, Горни Милановац/
- 2012. Награда „Марш“ и годишна награда на Британската асоциация за медално изкуство BAMS за високи постижения в медалната скулптура
- 2016. Награда „София" за визуални изкуства и за организация на Световния конгрес на ФИДЕМ в София
- 2016. Годишна награда на ANA (Американската нумизматична асоциация) за изключителни постижения в Медалната скулптура
- 2017. Международна награда „Saltus" на ANS (Американската нумизматична организация) за изключителни постижения в медалната скулптура

## За автора
1. Николов, Богомил. Медална скулптура. Албум, София 2014 г.
2. Колбасова, Ирина. Медалиерното изкуство в България, НБУ, 2020 г.
3. Кънчев, Иван. Творците говорят 77 интервюта за българската скулптура, София 2020 г. I том
4. Розева Грийн, Надя. Ателието за медална скулптура на проф. Богомил Николов Списание „Медалът“, есен 2004 г.
5. Енциклопедия на българското изобразително изкуство, БAH, 1983 г.
6. Косарева, Алла. Изкуството на медала Просвещение, Москва 1982 г.
7. Босилков, Св. Българският плакат, Български художник, 1973 г.